# Транс (жанр)
Транс е името на подстил от и ди ем, който се развива през 90-те години на 20 век. Характеризира се с темпо между 130 и 160 такта в минута, кратки циклични мелодични синтезаторни фрази, и музикална форма, която се наслагва и изчиства в хода на цялата композиция. Често включва кресченда (кулминации) и спадове. Понякога се използват и вокали.
Приема се, че стилът произлиза главно от комбинацията на жанрове в електронната музика като ембиънт, техно и хаус. Произходът на понятието „транс“ не е сигурен, като според някои той произлиза от албума на Клаус Шулце „Трансефер“, а според други корените му могат да се търсят в ранните години на формацията „Денс Ту Транс“. Във всеки случай, името на стила е неразривно свързано с чувството, че ритмите на перкусионните инструменти притежават способността да предизвикват изменения в нормалното състояние на човешкото съзнание – т.е. състояние на транс.
Тъй като трансът почти винаги се слуша в нощни клубове, на известни ваканционни места и в централните части на големите градове, той може да бъде възприет като вид клубна музика.

## История

### Трансът започва като жанр
Най-ранните установени транс звукозаписи не идват от самата транс сцена, а от британското есид хаус движение и са направени от The KLF. Най-прочути от тези са оригиналните версии от 1988/1989 на „What time is love?“ и „3 а.m. Eternal“ (първата от тях дори излага цялостния замисъл на транс звученето, както и помага да се насърчат хардкор и рейв звученетата) и парчето от 1988 „Kylie said trance“. Тяхната идея, в началото на периода на „чистия транс“, да характеризират тези записи, затвърждава този пример. Тези ранни записи са осезаемо по-различни от изданията на огромния търговски успех в периода на албума „The white room“ (1991) и са значително по-минималистични, ориентирани за нощните клубове и имат авангардно звучене. Докато работата на KLF е ярък пример за Прото-транса, то две песни, и двете от 1990 година, широко се считат за първите „истински“ транс записи. Първата, дебютен сингъл, наречен „All you need is love“ е издадена в началото на 1990 и се смята за основополагаща на оригиналното транс звучене, идващо от Германия. Второто парче е „We came in peace“ от „Dance 2 Trance“, което всъщност е от втората страна на касетата на техния дебютен сингъл, озаглавен по същия начин. Докато „All you need is love“ се смята за парче, което затвърждава ранното транс звучене, то „Dance 2 Trance“ (в резултат на дублираното име) вероятно дава име на звученето.
Произходът на транс звученето извън есид-епохата се приема да е започнал като издънка на техното в немските клубове през най-ранните години на 90-те. Франкфурт често е цитиран като родно място на транса. Някои от най-ранните пионери на жанра са Джам Ел Мар, Kai Tracid, Оливър Лийб, Свен Ват и Торстен Стензел, които издават много парчета под многобройни псевдоними. Транс лейбъли като Ай Кю, Хартхаус, Суперстишън, Райсинг Хай и MFS рекърдс са разположени във Франкфурт. Смятан за допирна точка между техното и хаус музиката, ранният транс има повече общо с техното в ритмичните периоди и отмерените структури, но също така прибавя повече мелодични обертонове, които са заимствани от хаус стила, който е популярен на европейската клубна сцена по онова време. Колкото и да се различават в това отношение мелодиите в транса от европейския клубен хаус, макар че те имат склонност да са емоционални и възвишени, те не „лъкатушат“ по същия начин, както транса. Тази ранна музика клони да бъде характеризирана с хипнотични и мелодични отличителни черти и символично включва повтарящи се ритмични особености, прибавени в подходящо времетраене, когато парчето се развива.

### Комерсиален транс
Към средата на 90-те години, трансът, особено Прогресив трансът, който се появява от есид транса, (въпреки че прогресив хаусът възниква от есид хауса), става комерсиално известен като един от доминиращите жанрове на денс музиката. Прогресив трансът полага в основата базистната формула на модерния транс като съответно дори повече се съсредоточава върху добавящите „антем“ ниски очертания и водещи мелодии, като се отклонява от хипнотичните, повтарящите се арпеджо (започващите с най-ниския тон и последвалите бързо един след друг) аналогови синтезирани особености. Композициите се опират на постепенно нарастващи промени (понякога композирани в терци (една/трета части). Междувременно, друг вид транс, обикновено наричан ъплифтинг транс, става популярен. Ъплифтинг вокалите, обикновено женски, стават също по-често употребявани, като прибавят популярната привлекателност на транса.
Безмерно популярен, трансът е с по-ясни очертания от хауса, по-успокояващ от дръм енд баса и по-мелодичен от техното, което го е направило достъпен за по-широка публика. Артисти като Тиесто (Tiesto), Армин ван Бюрен (Armin Van Buuren), Пол ван Дайк (Paul Van Dyk), Ъбоув енд Бийонд (Above and Beyond), Фери Корстен (Ferry Corsten), Джоан Гилън и Пол Оукънфолд идват на преден план като първи продуценти, носещи със себе си, емоционалното, „епическото“ усещане на стила. Много от тези продуценти също са диджеи в клубове, където изпълняват своите собствени произведения, също като другите транс диджеи. В края на 90-те, трансът продължава да се разширява комерсиално, но се превръща в извънредно различен жанр. Някои от изпълителите, които помогат, създавайки транс звученето в първите години и средата на 90-те, в края на десетилетието се отказват напълно от транса в полза на по-авангардно звучене.
Когато трансът навлиза в мейнстрийма, той се отдалечава много от първоначалните си фенове. Когато индустрията се разраства, звукозаписни лейбъли, продуценти от Ибиса, клубове и диджеи започват да променят звученето си в това, което е базирано повече на поп-а, така че да направят звученето по-дстъпно за все по-широката и млада публика.

### Пост-комерсиален транс
Алтернативното развитие би послужило, за да се слее трансът с други жанрове като дръм енд бас; много изпълнители изпробват това, но то все пак трябва да премине през одобрението дори на ъндърграунд-а. Най-крайните версии на транса се изменят през габба към виолент фриндж жанровете на „хард-транса“, такива като тероркор и дрилкор.
Трансът, верен на своите корени, напоследък започна да „се подвизава“ в Интернет, в изобилието от легални музикални сайтове за „сваляне“. В резултат на това, комерсиалният и прогресив трансът сега имат много по-глобално присъствие с артисти като Тиесто, АТБ, Армин ван Бюрен, Пол ван Дайк, Фери Корстен, Ъбоув енд Бийонд, Пол Оукенфолд, Джоан Гилън и американеца Джордж Акоста.

## Транс продукция
Трансът използва такт 4/4, темпо от 130 до 165 удара за минута и 32-тактови фрази, малко по-бързи от хауса, но обикновено не толкова бързи, колкото рейв музиката. Понякога ранните парчета са по-бавни. Обикновено се прибавят някои допълнителни опростени перкусионни елементи, а мажорните (главните) промени, кулминационните точки често са предзнаменувани от краткотрайна последователност от еднакво периодични удари, които вграждат сила на звука към края на такт или фраза.
Синтезаторите формират най-важните елементи в повечето транс парчета, с обикновени трионообразно-обособени звуци, използвани за кратки пицикато елементи и за дълги и с широк обхват струнни звуци. Кратките арпеджио и минорни гами са общи особености. Транс парчетата често използват една главна мелодия, която се простира почти през цялата песен, като се повтаря в интервали някъде между 2 удара и няколко такта. Докато много транс парчета изобщо не включват вокали, други парчета силно разчитат на вокали и така се развива под-жанр. Звученето и качеството на продукцията разчитат до голяма степен на технологията, която е на разположение.
Транс записите често са натоварени с ехтящи и забавящи ефекти при синтезаторните звуци, вокалите и често части от перкусионния раздел.
Какъвто е случаят с много денс парчета, транс парчетата обикновено са построени с интрота и аутрота, за да позволят на диджеите да ги съчетават по-лесно. Тъй като трансът е по-мелодичен и хармоничен от денс музиката, структурата на транс парчетата е особено важна, за да се избегнат неблагозвучните миксове на диджеите, които не миксират хармонично.
| Име на подстила                            | Описание | Значими имена |
| ------------------------------------------ | --- | --- |
| Acid Trance                                | Доминиращият в началото на 90-те стил, често наричан първа-вълна транс. Характеризира се с употребата на Roland TB-303 бас машина като водещ синтезатор. | Art of Trance, Union Jack, Eternal Basement, Emmanuel Top, Hardfloor, Kai Tracid, Psychobabble, Solar Quest, Spicelab |
| Ambient Trance/Chill Trance                | Смесица между различни еймбиънт подстилове и/или семпли от транс бийтове и синтезатори. До известна степен този стил се покрива с Ibiza Trance, но не винаги включва по-екзотичните елементи в звученето, и може да има тъмна, мистериозна, племенна или еротична черта. | Banco de Gaia, Sasha and Digweed, Fraction Muzik, Solarstone, Young American PrimitiveRoger Shah |
| Anthem Trance/Uplifting Trance/Epic Trance | Стил на транса, който се появява при смесването на прогресив с ейсид транса от началото на 90-те и често се нарича "втора-вълна транс. Характеризира се с продължително развитие на акордите във всички елементи (водещ синтезатор, бас акорди и трептящи акорди), продължителни спадове и снижения на цялостния звук докато вървят други специфични звукови ефекти. | Тиесто, System F, Pulser, 4 Strings, Ayla, Paul van Dyk, Армин ван Бюрен, Above & Beyond, ATB, Fraction Muzik, DJ Tandu, Neo & Farina, Blank & Jones, Marco V, Matt Darey, Filo & Peri, Digital United, Sean Tyas, Julian Cumberworth, Svenson & Gielen, EX-PLOSION, Darude, Винсънт де Мур |
| Buchiage Trance                            | Популярен клубен стил в Япония | Maeken Trance Project, Arpeggio, |
| Classic Trance                             | Оригиналната форма на транс музиката, която се е появила в началото на 90-те. Характеризира се с по-малко перкусии отколкото техно, повече мелодия, „накъсана“ мелодия и продължителни мелодични акорди. | Age of Love, Cosmic Baby, Cygnus X, Dance 2 Trance, Jam & Spoon, Sven Väth, Oliver Lieb |
| Dream trance/Dream house                   | Доста мелодичен подстил на епик транса и популяризиран от Робърт Майлс в средата на 90-те. Много често включва спокойни пиано инструментали. | DJ Dado, DJ Panda, DJK, Robert Miles, The Cynic Project, Zhi-Vago |
| Euro-Trance                                | Юро-транса е хибрид между хард транса и юроденса, включвайки тежки басове и транс елементи. Тясно свързан е с ъплифтинг транса. Транс синт звуците на моменти звучат като техно с транс ефекти. Вокалната част е най-често с висок тон, но понякога е с нормално звучене. Юро-транса често може да бъде сбъркан с вокал-транса заради употребата на вокали. Текстовете са семпли, съдържайки проста интродукция, която рядко ползва барабани и често включва класически мелодии и елементи на хепи хардкора. | Jan Wayne, Nemystic, Rob Mayth, Milk Inc., Special D, Starsplash, Mark'Oh, Pulsedriver, Cascada, Verano, DJ Manian, Alex Megane, Marco Juliano, Rocco, Rob Mayth, Groove Coverage |
| Electro trance                             | Този стил е пряко повлиян от електроклаша и заема доста от ъплифтинг транса. Заражда се 2004. | Ferry Corsten, Elevation, Fraction Muzik, Marcel Woods, Gabriel & Dresden |
| Futurepop                                  | Смесица между EBM и anthem транса. Музиката е студена и тъмна, с грандиозни синт мелодии и с повече транс звучене, отколкото самия ЕВМ. Текстовете са важна част във фучърпопа, нещо нетипично за транс музиката, и засягат теми като любов, омраза, човешки емоции и световни проблеми. | VNV Nation, Icon of Coil, Angels & Agony, Apoptygma Berzerk |
| Goa Trance                                 | Сложна мелодична форма на транса кръстена на щата Гоа в Индия и се заражда в началото на 90-те. Често черпи мотиви от индийската класическа музика. | 1200 Micrograms, Yahel Sherman, Shiva Shidapu, The Infinity Project, Transwave, Man With No Name, Astral Projection, Juno Reactor, MFG, Asura |
| Hardstyle                                  | Тясно свързан с новите стилове gabber и хардтранс. Звукът му се характеризира като смесица между gabber и хардкор с типични кик/бас звуци, транс звучащи синт звуци и разнообразни семпли. Въпреки това, хардстайла е много по-бавен с едва 140 – 150 бийта в минута. | Blutonium Boy, Dana, DJ Luna, DJ Isaac, Technoboy, Trance Generators, The Prophet, Zany, Robin Clark, Headhunterz, Showtek |
| Hard Trance                                | Агресивен и по-бавно звучащ подстил на транса. Заражда се във Франкфурт, Германия и черпи много от хардкора. | Andrea Montorsi, A*S*Y*S, Derb, Hennes & Cold, Kai Tracid, Legend B, Nostrum, Gary D, Genetic Line, Trance Generators, Flutlicht, Mat Silver & Tony Burt, Jones & Stephenson, Yves Deruyter, Cosmic Gate, S.H.O.K.K., Mauro Picotto, Warmduscher, Sunburst, Scot Project, Raver's Nature    |
| Ibiza Trance/Balearic house                | Този стил е повлиян от различни подстилове на релакс музиката, най-вече от чил-аута характерен за Ибиса, който опонира на голямата рейв сцена на острова. Мелодичен и спокоене, понякога с етно звучене, в стила често се ползват семпли от природата, най-вече от крайбрежието. | Balearic Session, Café del Mar, Chicane, Chiller Twist, Energy 52, Gouryella, Imagination, Miro, Salt Tank, Solarstone, York |
| Pizzicato Trance                           | Този стил е вариация на прогресив транса, зараждайки се в средата на 90-те. Този подстил е характерен с широката употреба на струнни звуци. | Faithless, Sash!, Future Breeze, Dj Quicksilver, Three 'n One, Brainbug, Lucid |
| Progressive Trance/Melodic Trance          | Подстил на транса зародил се началото на 90-те. Отличава се от стандартния транс с по-малкото понижения в звука, по-малкото ейсид звуци и промени в басовите акорди, което създава впечатлението, че водещият синт звук се развива. | BT, Humate, Sasha, John Digweed, Sander Kleinenberg, Slacker, Breeder, Narcotik, Markus Schulz, Faithless, Sash!, DJ Quicksilver, Brainbug, Future Breeze, Ronski Speed, Serge Devant |
| Psychedelic Trance                         | Вид транс зародил се в началото на 90-те и почерпил основно от гоа транса. Характерни за него са множеството звуци и семпли, които са използвани изключително спонтанно. | Juno Reactor, Infected Mushroom, GMS, Son Kite, Skazi, Hallucinogen, Electrypnose, Astrix |
| Tech Trance                                | Смесица между техно и транс, техно-транса се заражда в средата на 90-те. Често този подстил се състои от непроменливи басови линии, силни барабани и перкусии и най-вече еймбиънт електроника. | L.S.G., Mark Sherry, Fabio MC, Incolumis, Humate, Sander van Doorn, Jesselyn, Megamind, Darude |
| Vocal Trance                               | Широко понятие, което обхваща всичкия транс, който ползва пълноценни текстове. Често музикантите ползват услугите на изпълнители (най-често певици), които осигуряват вокалния съпровод, или семплират или ремиксират популярна поп песен. Важно е да се спомене, че има дебат относно това къде е тънката граница между вокъл транса и юроденса. | 4 Strings, Lange, Ian Van Dahl, Above & Beyond, Fragma, Lost Witness, Armin van Buuren, Oceanlab, Chicane, Lasgo, Dash Berlin |

## Транс фестивали
Най-известните транс фестивали в света са в Холандия, както и някои във Великобритания.

### Холандия
Транс фестивалите в Холандия са организирани предимно от 3 компании, занимаващи се с организацията на подобен тип събития: ID&T, UDC и Q-Dance. Някои от по-големите събития в Холандия включват:
- Armin Only: Провежда се в Утрехт, като единственият участник е Armin van Buuren. Единствено през 2006 г. фестивалът се провежда в Ротердам. Представлява многочасов DJ сет от Armin van Buuren, примесен с изпълнения на живо от певици, китаристи и легенди в транс музиката.
- Tiesto In Concert: Провежда се в две последователни години – 2003 и 2004. Подобно на Armin Only, но разликата е, че DJ сетът е представен от Tiesto, а организатори са ID&T.
- Sensation: В миналото фестивалът изгражда солидно име като транс фестивал, но в днешно време силно и преобладаващо присъствие имат хаус и хардкор музиката. В последните години се провежда не само в Холандия.
- Energy (познато още като Trance Energy): Фестивалът се провежда ежегодно в Утрехт. Състои се от няколко различни сцени, по които са разпределени DJ-ите със съответната стилова насоченост. През 2010 г. организаторите от ID&T обявиха, че събитието се преименува на Energy.[1]

### Великобритания
- Global Gathering: Фестивалът е организиран от Angel Music Group. Обикновено включва транс и техно изпълнители, като най-често Global Gathering партитата се организират през уикендите и събират около 45 000 души. Друга линия партита, организирани от Angel Music Group са Godskitchen, които също се радват на голяма популярност.
- Creamfields: Партито се организира от легендарния клуб „Cream“ из цяла Великобритания.
- Gatecrasher: Най-известните партита от този тип са били организирани в Бирмингам N.E.C. (National Exhibition Centre).
- PlanetLove: Събитието се провежда ежегодно в Северна Ирландия, като едни от най-известните участвали са Judge Jules, Armin van Buuren, Paul van Dyk и Tiesto.

### САЩ
- Ultra Music Festival: Провежда се в края на март, по време на Зимната музикална конференция в Маями. Фестивалът е двудневен, като участие взимат DJ от почти всички стилове в електронната музика – транс, техно, хаус. Основно обаче се акцентира върху транс музиката.
- Зимна музикална конференция: Провежда се всяка година в Маями, като продължителността ѝ е 1 седмица, в която има партита в почти всички клубове в Маями.